# Нижегородский академический театр драмы имени М. Горького
Нижегородский государственный ордена Трудового Красного Знамени академический театр драмы имени М. Горького — один из старейших русских театров. История создания театра восходит к 1798 году, когда князь Н. Г. Шаховской открыл в Нижнем Новгороде публичный театр.

## История театра

### Названия
Театр носил следующие названия:
- С 1798 года — Нижегородский театр князя Шаховского (Городской и Ярмарочный)
- С 1824 года — Нижегородский театр
- С 1896 года — Николаевский Нижегородский драматический театр
- С 1918 года — Нижегородский советский городской театр
- С 1923 года — 1-й Государственный театр
- С 1926 года — Нижегородский Государственный театр
- С 1932 года — Первый Горьковский драматический театр
- С 1934 года — Горьковский краевой театр драмы
- С 1937 года — Горьковский областной театр драмы
- С 1940 года — Горьковский Государственный театр драмы
- С 1944 года — Горьковский Государственный театр драмы имени М. Горького
- С 1949 года — Горьковский Государственный ордена Трудового Красного Знамени театр драмы имени М. Горького
- С 1968 года — Горьковский Государственный ордена Трудового Красного Знамени академический театр драмы имени М. Горького
- С 1990 года — Нижегородский Государственный ордена Трудового Красного Знамени академический театр драмы имени М. Горького

### История XIX века
Первая труппа крепостного театра состояла из более чем ста крепостных актёров помещика Ардатовского уезда князя Николая Григорьевича Шаховского. Под театр был перестроен один из городских домов князя на углу Большой и Малой Печёрских улиц (сейчас на этом месте находится речное училище). В нём имелось 27 лож, 50 кресел, партер на 100 человек и верхняя галерея на 200 человек. Небольшая площадь перед зданием, — одна из двух в городе, вымощенных камнем, — стала называться Театральной. Репертуар театра не отличался от столичного и включал кроме комедий и трагедий оперы и балеты. А. С. Гацисский писал:

«это было мрачное неуклюжее строение, с запахом лампового масла, с толстыми, без всяких затей, выбеленными брёвнами, связывавшими стойлообразные ложи, поддерживавшими крышу, с почерневшей от ветхости и копоти от ламп дверкой за кулисы,… По обеим сторонам занавеса имелись две огромные и засаленные дыры, в которых во время антрактов постоянно виднелись чьи-нибудь глаза, даже иногда с носом, сопровождаемые двумя пальцами, облегчавшими наблюдения, виднелась кудрявая голова рабочего, имевшего обязанность поднимать передний занавес и патриархально высовывавшего иногда из-за косяка с лирами эту кудрявую голову…»

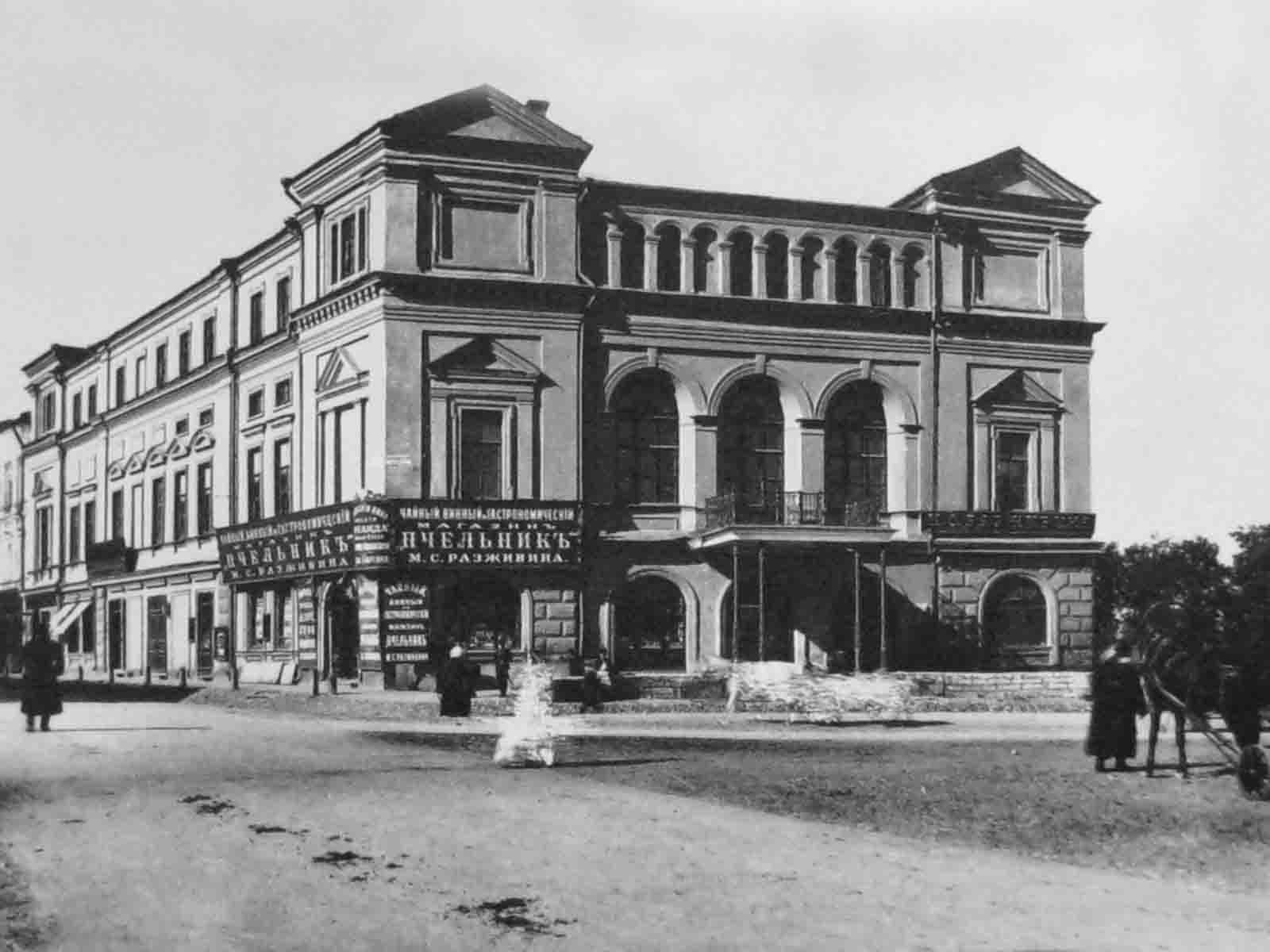
Дом Бугрова, второй этаж арендовал театр. Позднее был перестроен под городскую думу, нач. 1890-х до обновления, фото М. Дмитриева

Со смертью князя в 1824 году дела театра пошли хуже, так как наследники Шаховского не любили сценического дела. В 1827 году два богатых театрала Распутин и Климов купили театр, включая декорации и труппу, за 100 тысяч рублей. Блестящий период в истории театра продолжался до 1838 года, когда началась череда смен хозяев театра. Качество игры упало, убытки от содержания театра росли. В 1853 году театр сгорел.
Место под новый театр было запланировано на Верхне-Волжской набережной ещё в 1846 году, но Николай I определил место для Театральной площади на Большой Покровской. Отсутствие у города средств на выкуп земли у частных владельцев и строительство постоянно отодвигало реализацию проекта.
1 декабря 1855 года театр открылся вновь на Благовещенской площади (Минина и Пожарского) в доме, построенном Петром Егоровичем Бугровым, который впоследствии был перестроен под Городскую думу. Бугров предполагал использовать здание в качестве доходного дома, но большой любитель театра губернатор князь М. А. Урусов попросил сдать его под театр. Дела театра шли плохо, антрепренёры менялись, аренда платилась неисправно, и сын Бугрова Александр потребовал выселения театра. В 1862 году здание было выкуплено губернским предводителем А. А. Турчаниновым, и после его смерти в 1863 году снова сдано под театр.

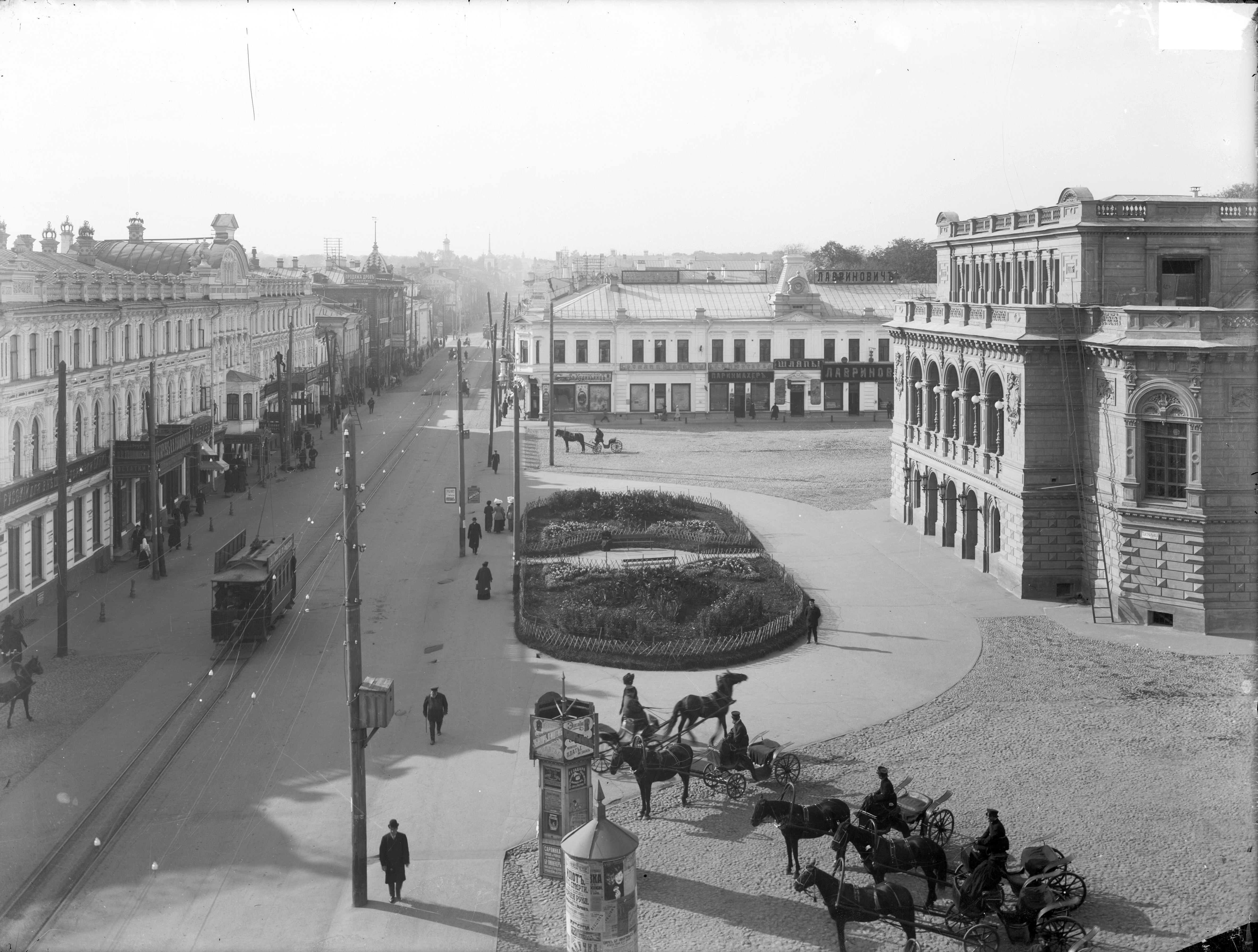
Б.Покровская улица и площадь перед Николаевским театром, конец XIX века.

В 1894 году в преддверии Всероссийской промышленно-художественной выставки городская Дума собиралась отремонтировать здание театра, пострадавшее от нескольких пожаров. В то же время гласный Думы Николай Александрович Бугров, не желавший видеть театр в доме, построенном его дедом, по соображениям старообрядческого благочестия, предложил 200 тысяч рублей для постройки нового здания на Большой Покровской. Дума добавила от себя 50 тысяч, испросила субсидию в правительстве, и через два года появился новый театр. Автором проекта стал главный архитектор императорских театров академик В. А. Шрётер, а работами руководил молодой нижегородский архитектор П. П. Малиновский. Театр открылся в день коронования их императорских величеств 15 мая 1896 года парадным спектаклем — оперой М. И. Глинки «Жизнь за царя» с участием молодого Ф. И. Шаляпина. В верхней части центрального фасада сохранились годы той постройки — 1894 и 1896.
Здание выдержано в стиле бозар (академической эклектики) направления историзма с оглядкой на пышную архитектуру театра в Париже (Гранд Опера) архитектора Шарля Гарнье.
По ходатайству городской думы «Высочайшего соизволения на присвоение вновь выстроенному нижегородскому городскому театру наименование „Николаевский“, в благодарное воспоминание блаженной памяти в бозе почивающего императора Николая I, собственноручно начертавшего в городском плане место для постройки здания», театр получил имя Николаевский.
1 сентября 1896 года драматическая труппа, возглавляемая Н. И. Собольщиковым-Самариным, открыла новый сезон драмой А. И. Сумбатова-Южина «Листья шелестят».
Собольщиков-Самарин писал о новом театре:

«Я был в восторге от нового здания. Всё в нём радовало меня. Мне казалось, что в этом прекрасном здании, залитом электрическим светом, я забуду тернистый путь провинциального актёра, что здесь осуществятся все мои радужные мечты о настоящем художественном театре. Каждый раз, когда я входил в новый театр, меня охватывал какой-то трепет и я ловил себя на том, что проходил по его коридорам на цыпочках, благоговейно».

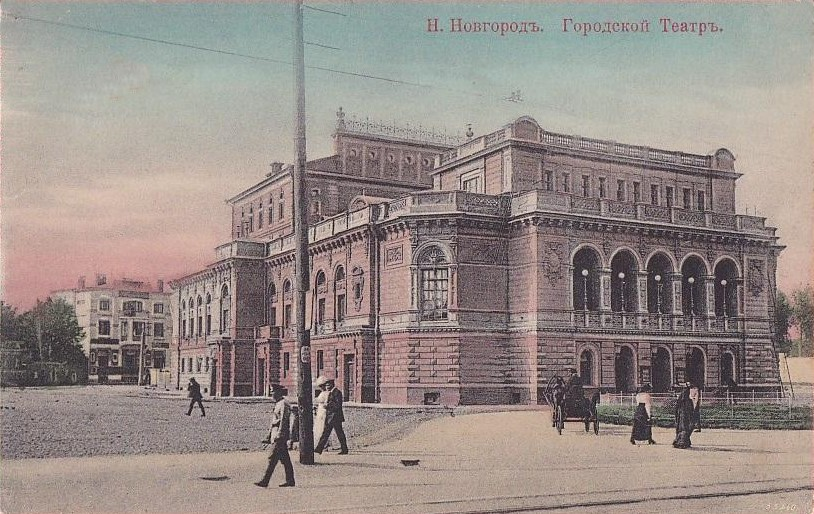
Обновлённый Николаевский городской театр, 1900-е гг.

С 1798 года Нижегородский театр возглавляли:
- 1798—1824 князь Н. Г. Шаховской
- 1824—1827 наследники князя
- 1827—1839 антрепренёры И. А. Распутин и Климов
- 1847—1877 Ф. К. Смольков (снискал себе известность невероятной скупостью)
- 1877—1881 разные антрепренёры
- 1881—1891 Д. А. Бельский

На сцене театра начинали артистическую деятельность великие русские актёры Л. П. Никулина-Косицкая, П. А. Стрепетова, А. П. Ленский. На его подмостках блистали легендарные М. С. Щепкин, М. Н. Ермолова, В. Ф. Комиссаржевская, В. Н. Давыдов, К. С. Станиславский и другие.

### История XX века
Выдающийся русский актёр, режиссёр и антрепренёр Н. И. Собольщиков-Самарин, работал на нижегородской сцене в 1892—1899 годах и с 1924 по 1945 год (до конца жизни). Николай Иванович развивал систему Станиславского и одновременно «левый театр». Особым успехом пользовались его постановки горьковской драматургии. При нём определились основные творческие принципы театра, сложился интересный репертуар, сформировалась актёрская труппа в составе которой были замечательные артисты: А. Н. Самарина, Н. А. Левкоев, Т. П. Рождественская, В. И. Разумов, М. К. Высоцкий, В. П. Голодкова, П. Д. Муромцев, П. Б. Юдин, Е. Н. Агуров, М. М. Белоусов, В. Ф. Васильев, А. Н. Горянская, А. А. Дубенский, О. Д. Кашутина, М. А. Прокопович, В. А. Соколовский, С. В. Юренев и другие.
С 1928 по 1945 год был поставлен 191 новый спектакль, из них советские пьесы составили 102 спектакля, русская классика — 62 спектакля, западноевропейская классика — 22 и пьесы современных зарубежных авторов — 5 спектаклей.
В 1942—1956 годах художественное руководство театра возглавлял талантливый актёр и режиссёр Н. А. Покровский. Этот яркий период в жизни творческого коллектива был отмечен, главным образом, глубокими постановками горьковской драматургии. Одним из лучших спектаклей Покровского были «Варвары». С 1946 по 1956 год было дано 95 премьер, из них 51 спектакль — по советским пьесам.

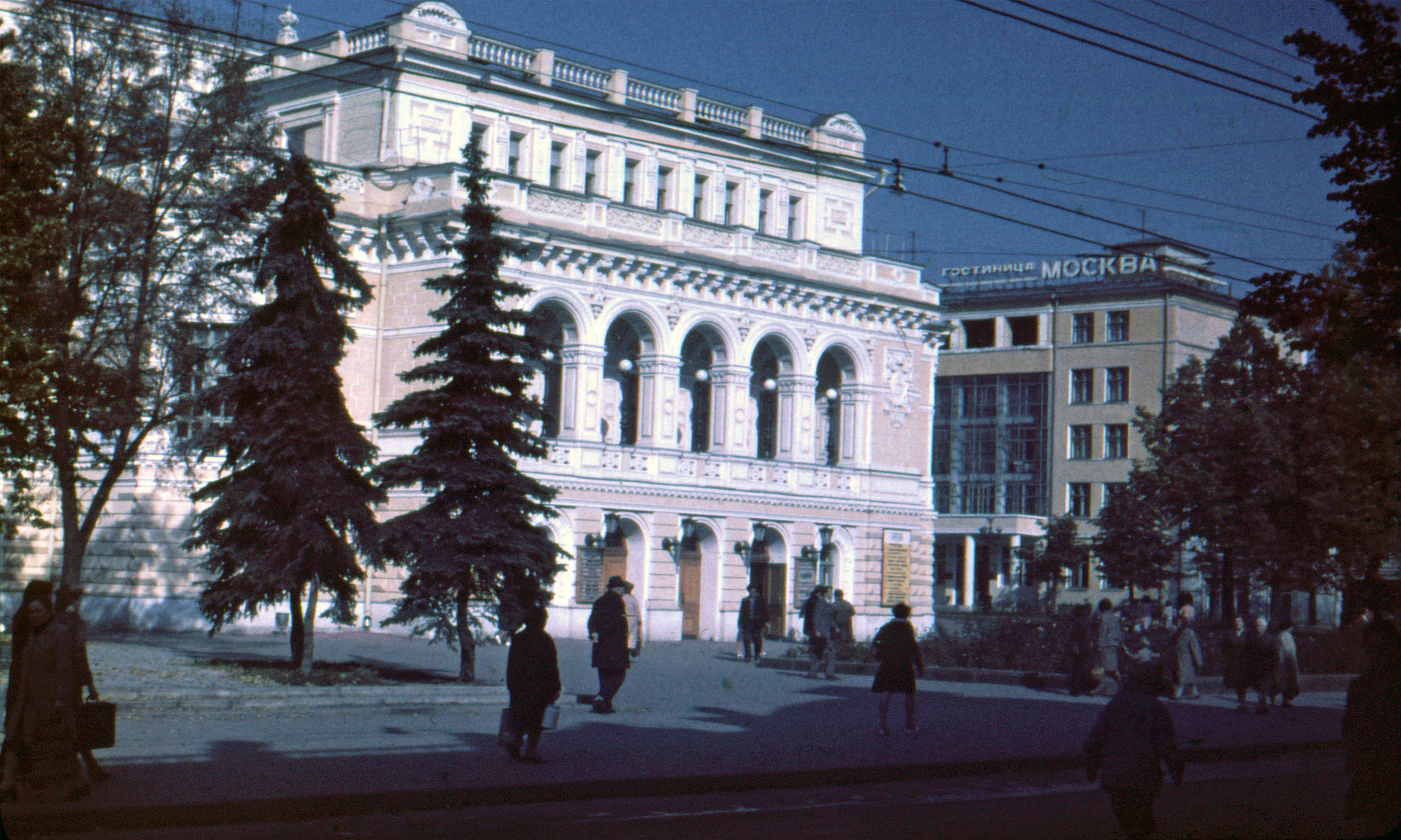
Горьковский театр драмы в начале 1980-х годов

В 1948 году Нижегородскому государственному театру драмы было присвоено имя Максима Горького.
В 1949 году в связи со 150-летием со дня основания театр награждён орденом Трудового Красного Знамени.
В 1956—1962 годах главным режиссёром театра был ученик и последователь выдающегося режиссёра А. Я. Таирова, народный артист РСФСР, лауреат Сталинской премии М. А. Гершт. Гершт сочетал в своём творчестве яркую зрелищность, масштабность и остроту формы с психологической глубиной и философским проникновением в драматургию. При нём труппа пополнилась многими ныне широко известными артистами, такими как Л. С. Дроздова, В. В. Вихров, Н. Г. Волошин, В. Я. Дворжецкий, В. Я. Самойлов, В. И. Кузнецов.
В 1968 году спектакль «На дне» М. Горького и трое его создателей — режиссёр Б. Д. Воронов, художник В. Я. Герасименко, народный артист РСФСР Н. А. Левкоев, исполнитель роли Луки, — удостоены Государственной премии РСФСР имени К. С. Станиславского.
В 1968 году ведущей актрисе театра А. Н. Самариной было присвоено почётное звание народной артистки СССР за выдающиеся творческие достижения. Многие творческие работники театра удостоены почётных званий России, а также являются лауреатами премии Нижнего Новгорода.
В 1968 году театру присвоено звание «академический» — второму из периферийных театров России.
В 1993 году на Российском театральном фестивале имени М. Горького спектакль «Зыковы» по пьесе М. Горького получил главный приз за лучшую режиссуру (заслуженный деятель искусств РФ Г. Г. Михайлов).
Нижегородский театр драмы — единственный в стране, на сцене которого начиная с 1901 года поставлены все пьесы М. Горького и отдельные инсценировки его прозы. «Слава Нижегородского театра издавна определялась глубиной разработки характеров, точностью психологических мотивировок, сочным актёрским юмором… Традиции театра складывались под прямым воздействием драматургии писателя, чьё имя он носит», — писал журнал «Театр» в 1965 году.

### Главные режиссёры театра
- 1893—1899 Н. И. Собольщиков-Самарин
- 1899—1900 С. А. Корсиков-Андреев
- 1900—1902 К. Н. Незлобин
- 1902—1908 Д. И. Басманов
- 1908—1910 М. Е. Евгеньев
- 1911—1912 П. П. Струйский
- 1912—1913 И. В. Лозановский
- 1913—1916 А. А. Сумароков
- 1916—1918 И. А. Ростовцев
- 1918—1922 режиссёрская коллегия
- 1922—1924 С. Я. Ступецкий
- 1924—1936 Н. И. Собольщиков-Самарин (с 1936 по 1945 — художественный консультант)
- 1936—1940 Е. А. Брилль (Заслуженный деятель искусств РФ)
- 1940—1942 В.З Масс
- 1942—1956 Н. А. Покровский (Народный артист РФ)
- 1956—1962 М. А. Гершт (Заслуженный деятель искусств РФ)
- 1962—1971 Б. Д. Воронов (заслуженный деятель искусств РФ)
- 1971—1975 К. М. Дубинин
- 1975—1979 Г. В. Меньшенин (заслуженный деятель искусств РФ)
- 1979—1985 А. А. Кошелев
- 1985—1988 О. И. Джангишерашвили (Заслуженный деятель искусств РФ)
- 1988—1991 Е. Д. Табачников (Заслуженный деятель искусств РФ)
- 2013—2014 В. И. Данцигер[4]

### Труппа театра
- Алашеева, Маргарита Порфирьевна — Народная артистка России
- Никитин, Валерий Васильевич — Народный артист России
- Фирстов, Анатолий Петрович — Народный артист России
- Разумов, Василий Иванович (1932—1968), народный артист РСФСР
- Соколовский, Владислав Александрович (1935—1964), народный артист РСФСР
- Горянская, Августа Николаевна (1935—1971), заслуженная артистка РСФСР
- Хлибко, Николай Селивестрович — Заслуженный артист РСФСР
- Вашурина, Раиса Михайловна — Народная артистка РСФСР
- Вихров, Владимир Валентинович (1960—2003) (директор театра с 1971 по 1973 и с 1988 по 2002 год)
- Волошин, Николай Григорьевич (1956—1993) — Народный артист РСФСР
- Алашеев, Александр Михайлович — Заслуженный артист РСФСР
- Дворжецкий, Вацлав Янович (1958—1989)
- Лебский, Виталий Александрович
- Самарина, Антонина Николаевна, народная артистка СССР[5]
- Таза, Александр Николаевич (1985—1988), заслуженный артист Российской Федерации
- Третьяков, Георгий Михайлович
- Зимин, Михаил Николаевич
- Хитяева, Людмила Ивановна (1952—1962)
- Дроздова, Лилия Степановна (с 1957), народная артистка РСФСР
- Стрижова, Анна Николаевна (1923—1929), народная артистка РСФСР
- Михаил Высоцкий (1934—1937), народный артист УССР

## Сегодняшний день театра
Театр возглавляют
- директор: Б. П. Кайнов — заслуженный работник культуры РФ, награждённый нагрудным знаком Министерства культуры РФ «За достижения в культуре», Лауреат премии города Нижнего Новгорода.

Возобновлена гастрольная деятельность:
- 2006 год — Самара,
- 2007 год — Вологда
- 2008 год — Саров
- 2009 год — Тула
- 2011 год — Йошкар-Ола, Республика Марий Эл
- 2012 год — Москва (на сцене театра «Содружество актёров Таганки»)
- 2013 год — Гомель, Белоруссия

Театр успешно принимает участие в международных и всероссийских театральных фестивалях и форумах
- 1993 год, Всероссийский театральный фестиваль в Нижнем Новгороде — спектакль «Зыковы» (режиссёр — заслуженный артист РФ Г. Г. Михайлов) был удостоен гран-при за лучшую режиссуру. Исполнительница роли Софьи заслуженная артистка РСФСР Т. Ю. Кириллова получила приз «За лучшую женскую роль».
- 2002 год, фестиваль «Старейшие театры России» в Калуге — спектакль «Лес» А. Н. Островского (режиссёр — заслуженный деятель искусств РФ В. Ф. Богомазов). Дипломами фестиваля были отмечены народный артист РФ В. В. Никитин (роль Несчастливцева) за верность традициям русского реалистического театра и заслуженный артист РФ А. В. Мюрисеп (роль Милонова) за лучшее исполнение роли второго плана.
- 2004 год, V международный Волковский фестиваль в Ярославле — спектакль «Тартюф, или Обманщик» Ж.-Б. Мольера (режиссёр — народный артист РФ, лауреат Государственной премии А. Иванов) получил приз «Хрустальный колокол»
- 2004 год, II международный театральный форум «Золотой витязь» в Москве — тот же спектакль получил диплом «За лучшую сценографию» (художник Е. М. Воронина).
- 2006 год, IV Международный фестиваль «Славянские театральные встречи» в Брянске — показан спектакль по пьесе Петра Гладилина «Вышел ангел из тумана»
- 2008 год, III Всероссийский театральный фестиваль «Старейшие театры России» в Калуге — участвовал тот же спектакль.
- 2008 год, II межрегиональный театральный фестиваль имени Н. Х. Рыбакова (Тамбов) — представлен спектакль «На всякого мудреца довольно простоты» (режиссёр — В. М. Портнов), получены за спектакль: диплом Лауреата «За лучший актёрский состав», Демуров Г. С. — звание «Актёр России» и премия Н. Х. Рыбакова, В. Омётов — «Надежда Союза» премия и диплом Лауреата СТД РФ.
- 2008 год — Театральный фестиваль «У Золотых ворот» (Владимир). Спектакль «На всякого мудреца довольно простоты».
- 2008 год — IX Международный театральный фестиваль им. Ф. Волкова в Ярославле. Спектакль «Женитьба». С. В. Блохин — Совет критиков IX Международного Волковского фестиваля отметил лучшие актёрские работы дипломами и призами: Заслуженного артиста РФ Сергея Валерьевича Блохина за роль Яичницы в спектакле «Женитьба» Н. Гоголя.
- 2009 год — XVII Международный фестиваль «Славянские театральные встречи» (Брянск). Спектакль «Женитьба» Николая Гоголя. Диплом лауреата «Лучшая мужская роль» — Заслуженный артист РФ Блохин, Сергей Валерьевич за роль Яичницы.

Премии Нижнего Новгорода, присуждаемой администрацией города за работы, имеющие большое научное, экономическое или социальное значение, удостаивались
- спектакли
  - «Дядя Ваня» А.Чехов (режиссёр В. Саркисов, 2011 год)
  - «Ромео и Джульетта» У. Шекспира (режиссёр В. Ф. Богомазов, 1994)
  - «Похождения г-на Ч.» М. Булгакова по поэме Н. Гоголя «Мёртвые души» (режиссёр Л. С. Белявский, 2002)
- актёры
  - М. П. Алашеева, В. В. Никитин, Г. С. Демуров, О. В. Берегова,С. В. Блохин, Т. Ю. Кириллова, Ю. М. Котов, Е. А. Суродейкина.
- Руководство
  - Б. П. Кайнов

## Репертуар

### Постановки прошлых лет
- 1927 — «Мещане» М. Горького. Режиссёр Н. И. Собольщиков-Самарин
- 1929 — «Огненный мост» Ромашова
- 1929 — «Ярость» Яновского
- 1930 — «Выстрел» Безыменского
- 1932 — «Страх» Афиногенова
- 1935 — «Платон Кречет» А. Е. Корнейчука
- 1936 — «Последние» М. Горького. Режиссёр В. П. Лермин
- 1936 — «Гибель эскадры» А. Е. Корнейчука
- 1937 — «Зыковы» М. Горького. Режиссёр Е. А. Брилль
- 1942 — «Фронт» А. Е. Корнейчука
- 1943 — «Варвары» М. Горького
- 1946 — «Дачники» М. Горького
- 1951 — «Егор Булычов и другие» М. Горького
- 1960 — «Иркутская история» А. Н. Арбузова
- «Куда текут реки» А. Соснина
- «Всё остаётся людям» С. Алёшина
- «Потерянный сын» Р. Блаумана
- «Барабанщица» А. Салынского
- «Анна Каренина» Л. Н. Толстой, реж. М. А Гершт
- «Обрыв» И. А. Гончаров, реж. М. А. Гершт

### Текущий репертуар
- «Настасья Филипповна» Николая Климонтовича по Ф. М. Достоевскому. Режиссёр Сергей Стеблюк[6]
- 2005 — «Слишком женатый таксист» Рэй Куни. Режиссёр Леонид Чигин[7]
- 2005 — «Вышел ангел из тумана» Петра Гладилина. Режиссёр Валерий Саркисов[7]
- 2006 — «Фальшивая монета» М.Горького. Режиссёр: Ростислав Горяев[8]
- 2006 — «На всякого мудреца довольно простоты» А. Н. Островского. Режиссёр Владимир Портнов[9]
- 2008 — «Женитьба» Н. В. Гоголя. Режиссёр Валерий Саркисов[10]
- 2008 — «Прошлым летом в Чулимске», А. Вампилов. Режиссёр Александр Кладько[11]
- 2008 — «Дядя Ваня» А. П. Чехов. Режиссёр Валерий Саркисов
- 2009 — «Гранатовый браслет» А. И. Куприна — режиссёр з. д.и. РФ Алексей Песегов.
- 2012 — «Вишнёвый сад» А. П. Чехов. Режиссёр Валерий Саркисов
- 2012 — «Мнимый больной». Режиссёр К. Нерсисян
- 2013 — «Мещане» А. М. Горький. Режиссёр Вадим Данцигер
- 2013 — «Двенадцатая ночь». Режиссёр К. Нерсисян